# Ла-Аллотьєр
Ла-Аллотьє́р (фр. La Hallotière) — муніципалітет у Франції, у регіоні Нормандія, департамент Приморська Сена. Населення — 211 осіб (01.01.2021).
Муніципалітет розташований на відстані близько 100 км на північний захід від Парижа, 28 км на схід від Руана.

## Пам'ятки
- Відновлений вітряний млин.
- Церква Нотр-Дам, датована вісімнадцятим століттям.

## Історія
До 2015 року муніципалітет перебував у складі регіону Верхня Нормандія. Від 1 січня 2016 року належить до нового об'єднаного регіону Нормандія.

## Демографія
Динаміка населення (INSEE ):
Розподіл населення за віком та статтю (2006):
| Стать | Всього | До 15 років | 15-24 | 25-44 | 45-64 | 65-85 | Понад 85 |
| --- | ------ | ----------- | ----- | ----- | ----- | ----- | -------- |
| Чоловіки | 56     | 8           | 0     | 12    | 28    | 8     | 0        |
| Жінки | 64     | 16          | 0     | 24    | 24    | 0     | 0        |
| \| Статево-вікова піраміда \| Статево-вікова піраміда \| Статево-вікова піраміда \| \| ----------------------- \| ----------------------- \| ----------------------- \| \| Чоловіки \| Вік \| Жінки \| \| 0 \| 85 + \| 0 \| \| 0 \| 80-84 \| 0 \| \| 0 \| 75-79 \| 0 \| \| 4 \| 70-74 \| 0 \| \| 4 \| 65-69 \| 0 \| \| 0 \| 60-64 \| 0 \| \| 8 \| 55-59 \| 20 \| \| 12 \| 50-54 \| 0 \| \| 8 \| 45-49 \| 4 \| \| 8 \| 40-44 \| 8 \| \| 4 \| 35-39 \| 16 \| \| 0 \| 30-34 \| 0 \| \| 0 \| 25-29 \| 0 \| \| 0 \| 20-24 \| 0 \| \| 0 \| 15-20 \| 0 \| \| 8 \| 10-14 \| 8 \| \| 0 \| 5-9 \| 4 \| \| 0 \| 0-4 \| 4 \| |        |             |       |       |       |       |          |
| Статево-вікова піраміда |        |             |       |       |       |       |          |
| Чоловіки | Вік    | Жінки       |       |       |       |       |          |
| 0 | 85 +   | 0           |       |       |       |       |          |
| 0 | 80-84  | 0           |       |       |       |       |          |
| 0 | 75-79  | 0           |       |       |       |       |          |
| 4 | 70-74  | 0           |       |       |       |       |          |
| 4 | 65-69  | 0           |       |       |       |       |          |
| 0 | 60-64  | 0           |       |       |       |       |          |
| 8 | 55-59  | 20          |       |       |       |       |          |
| 12 | 50-54  | 0           |       |       |       |       |          |
| 8 | 45-49  | 4           |       |       |       |       |          |
| 8 | 40-44  | 8           |       |       |       |       |          |
| 4 | 35-39  | 16          |       |       |       |       |          |
| 0 | 30-34  | 0           |       |       |       |       |          |
| 0 | 25-29  | 0           |       |       |       |       |          |
| 0 | 20-24  | 0           |       |       |       |       |          |
| 0 | 15-20  | 0           |       |       |       |       |          |
| 8 | 10-14  | 8           |       |       |       |       |          |
| 0 | 5-9    | 4           |       |       |       |       |          |
| 0 | 0-4    | 4           |       |       |       |       |          |

## Економіка
2010 року серед 113 осіб працездатного віку (15—64 років) 85 були активними, 28 — неактивними (показник активності 75,2%, у 1999 році було 71,0%). З 85 активних мешканців працювало 75 осіб (40 чоловіків та 35 жінок), безробітними було 10 (4 чоловіки та 6 жінок). Серед 28 неактивних 6 осіб було учнями чи студентами, 11 — пенсіонерами, 11 були неактивними з інших причин.

У 2010 році в муніципалітеті числилось 70 оподаткованих домогосподарств, у яких проживали 181,0 особи, медіана доходів виносила 14 871 євро на одного особоспоживача.